# Zborul 610 al Lion Air
Zborul 610 al Lion Air a fost un zbor comercial intern operat de compania indoneziană low-cost Lion Air de pe Aeroportul International Soekarno-Hatta din Jakarta spre Aeroportul Depati Amir din Pangkal Pinang. Pe 29 octombrie 2018, zborul s-a prăbușit la 13 minute de la decolare. Bucăți din aeronava Boeing 737 MAX 8 au fost găsite în Marea Java, pe coasta Insulei Java. Toți cei 189 de oameni aflați la bord au murit.  Printre ei se aflau 1 copil și 2 bebeluși. Pilotul avea 6000 de ore de zbor iar copilotul aproximativ 5000. Pe 29 octombrie, au fost găsite rămășițele corpurilor umane.